# Большое Захарьевское
Большое Захарьевское — деревня в Смоленской области России, в Угранском районе. Расположена в восточной части области в 32,5 км к юго-западу от Угры, в 14 км к северу от границы с Калужской областью, на левом берегу реки Угры.
Население — 30 жителей (2007 год). Административный центр Захарьевского сельского поселения.

## Экономика
Библиотека, медпункт, лесничество.